# Jaime Andrés Sierra Ramírez
Jaime Sierra  (Pereira, Risaralda, Colombia, 11 de abril de 1986) es un futbolista colombiano. Juega como delantero.

## Clubes
| Club                 | País        | Año       |
| -------------------- | ----------- | --------- |
| Deportivo Pereira    | Colombia    | 2004-2006 |
| Girardot F. C.       | Colombia    | 2007      |
| Deportivo Pereira    | Colombia    | 2007-2008 |
| Itagüí Ditaires      | Colombia    | 2009      |
| Sucre F. C.          | Colombia    | 2010-2011 |
| Deportivo Pereira    | Colombia    | 2012-2013 |
| Once Caldas          | Colombia    | 2014      |
| Atlético Bucaramanga | Colombia    | 2015-2016 |
| Once Caldas          | Colombia    | 2017      |
| C. D. Águila         | El Salvador | 2018      |

## Resumen estadístico
| Club                 | Año                 | Goles |
| -------------------- | ------------------- | ----- |
| Deportivo Pereira    | 2004-2006 2007-2008 | 20    |
| Itagüí Ditaires      | 2009                | 1     |
| Sucre F. C.          | 2010-2011           | 13    |
| Deportivo Pereira    | 2012-2013           | 15    |
| Once Caldas          | 2014                | 2     |
| Atlético Bucaramanga | 2015-2016           | 3     |
| Total                | Total               | 54    |

## Palmarés

### Torneos Nacionales
| Título    | Club                 | País     | Año  |
| --------- | -------------------- | -------- | ---- |
| Primera B | Atlético Bucaramanga | Colombia | 2015 |